# ヴォルィーニ県 (近代)
ヴォルィーニ県（ロシア語: Волынская губерния）はロシア帝国、ウクライナ国、ウクライナ共和国の県の一つ。現在のウクライナのヴォルィーニ地方（ヴォルィーニ州、リウネ州、ジトーミル州）の地域に相当する。県庁所在地はジトーミル。